# Karol Myśliwiec
Karol Myśliwiec (3 novembre 1943 à Jassel, Troisième Reich, maintenant Jasło en Pologne) est un égyptologue-archéologue polonais, directeur du centre de recherche en archéologie méditerranéenne de l'Académie polonaise des sciences et directeur du département d'archéologie égyptienne à l'université de Varsovie. Il a été directeur des fouilles polonaises de Saqqarah depuis 1987.

## Biographie
À la tête d'une équipe archéologique polonaise, il a découvert en 2003 à Saqqarah une tombe datant d'environ 4 500 ans, dont les chercheurs polonais soupçonnaient l'existence depuis deux ans auparavant. Après déchiffrement des hiéroglyphes ornant le caveau, il s'agirait de la dernière demeure d'un prêtre égyptien nommé Ni-Ânkh-Néfertoum qui aurait servi Ounas, pharaon de la Ve dynastie.

## Publications
- Karol Myśliwiec et al., The Tomb of Merefnebef. Saqqara I, Varsovie, 2 volumes, Polish Egyptian Archaeological Mission, Neriton, 2004 ;

- Karol Myśliwiec, « The Dry Moat West of the Netjerykhet Enclosure », The Old Kingdom Art and Archaeology, Prague,‎ 2004.